# Catalogul colecției Biblioteca de proză română contemporană
Aceasta este o listă de volume care au apărut în cadrul colecției Biblioteca de proză română contemporană de la Editura Eminescu (EE).

## Lista
| Autor(i)          | Titlu                                       | Despre                                                                      | Editura | Data apariției     | Note / Ref.                 |
| ----------------- | ------------------------------------------- | --------------------------------------------------------------------------- | ------- | ------------------ | --------------------------- |
| Dinu Săraru       | Niște țărani (roman)                        | Copertă dură                                                                | EE      | 1978               | [ 2 ]                       |
| Bujor Nedelcovici | Somnul vameșului (roman)                    | 3 volume: Fără vâsle; Noaptea; Grădina icoanei Copertă dură și supracopertă | EE      | 1978               | [ 3 ] [ 4 ]                 |
| Ștefan Bănulescu  | Iarna bărbaților (nuvele)                   | Copertă dură                                                                | EE      | 1979               | [ 5 ] [ 6 ]                 |
| Alexandru Ivasiuc | Cunoaștere de noapte (roman)                | Postfață de Gabriela Omăt. Copertă broșată și dură                          | EE      | 1979               | [ 7 ] [ 8 ]                 |
| Iordan Chimet     | Închide ochii și vei vedea Orașul (roman)   | Copertă broșată                                                             | EE      | 1979               | [ 9 ]                       |
| Constantin Țoiu   | Galeria cu viță sălbatică (roman)           | Cuvântul editorului de Valeriu Râpeanu. Copertă dură                        | EE      | 1979 (1984 ed. II) | [ 10 ] [ 11 ]               |
| Fănuș Neagu       | În văpaia lunii (nuvele)                    | Copertă dură                                                                | EE      | 1979               | [ 12 ] [ 13 ] [ 14 ] [ 15 ] |
| Nicolae Velea     | Întâlnire târzie                            | Copertă broșată                                                             | EE      | 1981               | [ 16 ] [ 17 ]               |
| Ion Brad          | Ultimul drum                                | Copertă broșată și dură                                                     | EE      | 1982               | [ 18 ] [ 19 ] [ 20 ]        |
| Fănuș Neagu       | Îngerul a strigat (roman)                   | Copertă broșată                                                             | EE      | 1984               | [ 21 ]                      |
| Laurențiu Fulga   | Salvați sufletele noastre                   | Copertă broșată                                                             | EE      | 1984               | [ 22 ]                      |
| George Bălăiță    | Lumea în două zile                          | Copertă broșată                                                             | EE      | 1985               | [ 23 ]                      |
| Ion Lăncrănjan    | Suferința urmașilor (roman)                 | Copertă broșată                                                             | EE      | 1985 ed. II        | [ 24 ] [ 25 ] [ 26 ]        |
| Radu Boureanu     | Frumosul principe Cercel                    | Copertă broșată                                                             | EE      | 1986               | [ 27 ]                      |
| Constantin Țoiu   | Însoțitorul (roman)                         | Copertă broșată                                                             | EE      | 1989               | [ 28 ] [ 29 ]               |
| Sorin Titel       | Țara îndepărtată. Pasărea și umbra (romane) | Copertă broșată                                                             | EE      | 1989               | [ 30 ] [ 31 ] [ 32 ]        |

## Vezi și
- Catalogul colecției Romane de ieri și de azi
- Catalogul colecției Romanul de dragoste (Editura Eminescu)
- Catalogul Colecției Biblioteca pentru toți (Editura Minerva)
- Catalogul Colecției Biblioteca pentru toți (Jurnalul Național)
- Biblioteca pentru toți copiii
- Biblioteca școlarului